# Vittoria di Baden
Vittoria di Baden (nome completo Sophie Marie Viktoria Prinzessin von Baden; Karlsruhe, 7 agosto 1862 – Roma, 4 aprile 1930) nata principessa di Baden divenne regina consorte di Svezia.

## Biografia
Vittoria era la seconda figlia del granduca Federico I di Baden (1826-1907) e di Luisa di Prussia (1838-1923). I suoi nonni paterni erano il Granduca Leopoldo I di Baden (1791-1852) e la Granduchessa Sofia Guglielmina di Svezia (1801-1865), mentre quelli materni erano l'Imperatore Guglielmo I di Germania (1797-1888) e l'Imperatrice Augusta di Sassonia-Weimar.
A seguito di un accordo tra la Famiglia Reale di Svezia e Norvegia e quella di Baden, Vittoria fu destinata a sposare il Principe Ereditario Gustavo di Svezia (1858-1950), figlio del Re Oscar II (1829-1907) e della Regina Sofia di Nassau (1836-1913). Con questo matrimonio vennero unite la Casa Regnante dei Bernadotte, alla quale apparteneva Gustavo, e la precedente Dinastia Regnante degli Holstein-Gottorp (a volte chiamati anche Vasa), da cui discendeva Vittoria.
Le nozze di Vittoria e Gustavo si celebrarono il 20 settembre 1881 nella città di Karlsruhe.
Nel 1907, alla morte del re Oscar II, Gustavo e Vittoria divennero i nuovi sovrani di Svezia. La Norvegia si era separata della Svezia qualche anno prima, nel 1905.
Dotata di un forte temperamento e apertamente filo-tedesca, la regina Vittoria fu impopolare presso i suoi sudditi, soprattutto durante gli anni della prima guerra mondiale. Si insinuò che la Regina influenzasse fortemente la politica estera del marito e che volesse promuovere un'alleanza militare tra Svezia e Germania. Effettuò numerosi viaggi nella sua terra natale in piena guerra e, per questo motivo il popolo la accusò di sentirsi più tedesca che svedese.

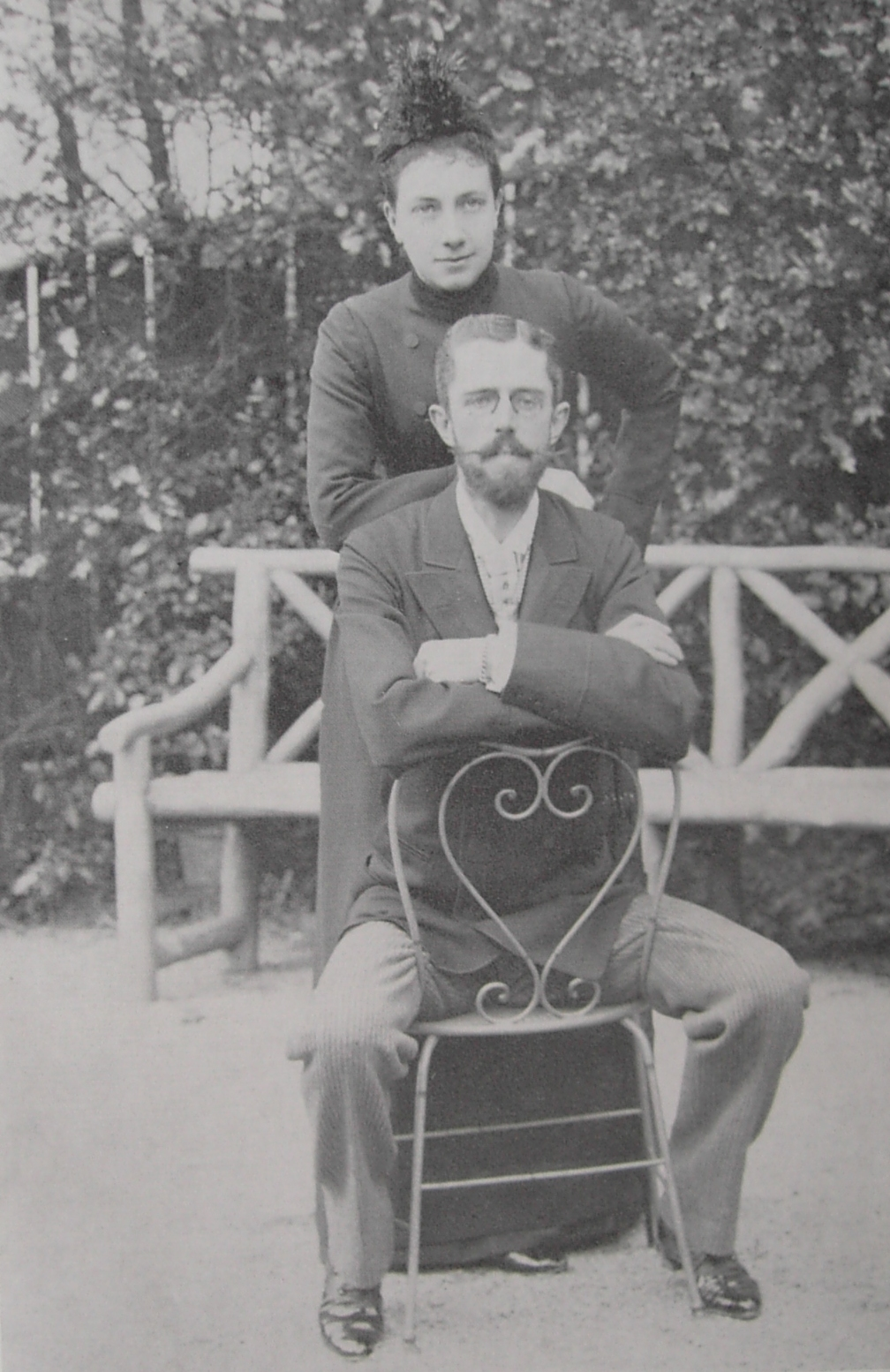
Vittoria e Gustavo di Svezia nel 1890

Nello stesso tempo fu però rispettata per le sue doti personali, che le permisero di affrontare avverse situazioni, come i problemi legati alla salute mentale del suo terzo figlio, dovuti probabilmente alle forti cure somministrate a Vittoria quando era incinta di lui. Mal curata in età giovanile, essa soffriva di bronchiti e, probabilmente, anche di tubercolosi. A causa del freddo clima svedese, fu costretta a trascorrere lunghi periodi in Paesi con temperature più miti. Visse per molto tempo in Italia, interrompendo comunque spesso la sua permanenza per fare ritorno in Svezia a svolgere il suo compito istituzionale.
Oltre a Roma soggiornò a lungo a Baden-Baden e nell'Isola di Mainau.
Vittoria fu una donna dotata di talento artistico. Era portata per la pittura, la musica e la fotografia.
Durante la sua infanzia ricevette una eccellente educazione musicale e diventò una grande pianista: era in grado di eseguire L'anello del Nibelungo di Richard Wagner, senza avere la necessità di leggere le note.
Durante i suoi viaggi in Egitto e in Italia, produsse un'estesa opera pittorica e fotografica. Per il suo lavoro fotografico, che fu di grande qualità, ella sperimentò tutte le tecniche del suo tempo.
Vittoria dedicò una parte della sua vita a realizzare opere di beneficenza in Svezia, Germania e Italia, anche in favore degli animali.
Sul finire degli anni venti la sua salute peggiorò, obbligandola a vivere permanentemente in Italia. L'ultima volta che si recò in Svezia fu in occasione del settantesimo compleanno del marito nel 1928. Morì due anni dopo a Villa Svezia, presso Roma, il 4 aprile del 1930.

## Discendenza
Gustavo e Vittoria ebbero tre figli:
- Gustavo, nato nel 1882 e morto nel 1973, futuro Re di Svezia con il nome di Gustavo VI, sposò nel 1905 la principessa Margherita di Sassonia-Coburgo-Gotha (1882-1920) e, nel 1923, la principessa Luisa Mountbatten (1889-1965);
- Guglielmo, duca di Södermanland, nato nel 1884 e morto nel 1965, sposò nel 1908 la granduchessa di Russia Marija Pavlovna Romanov (1890-1958), matrimonio annullato nel 1914;
- Erik, duca di Västmanland, nato nel 1889 e morto nel 1918.

## Ascendenza
|                                     |                                   |                                            | Genitori                                  |  |  | Nonni |  |  | Bisnonni                |  |  | Trisnonni                 |  |
|                                     |                                   |                                            |                                           |  |  |       |  |  | Carlo Federico di Baden |  |  | Federico di Baden-Durlach |  |
|                                     |                                   |                                            |                                           |  |  |       |  |  | Carlo Federico di Baden |  |  | Federico di Baden-Durlach |  |
|                                     |                                   | Amalia di Nassau-Dietz                     |                                           |  |  |       |  |  | Carlo Federico di Baden |  |  |                           |  |
| Leopoldo di Baden                   |                                   |                                            |                                           |  |  |       |  |  | Carlo Federico di Baden |  |  |                           |  |
|                                     |                                   | Luisa Carolina Geyer di Geyersberg         | Luigi Enrico Filippo Geyer di Geyersberg  |  |  |       |  |  |                         |  |  |                           |  |
|                                     |                                   | Luisa Carolina Geyer di Geyersberg         | Luigi Enrico Filippo Geyer di Geyersberg  |  |  |       |  |  |                         |  |  |                           |  |
|                                     |                                   | Luisa Carolina Geyer di Geyersberg         | Massimiliana Cristiana di Sponeck         |  |  |       |  |  |                         |  |  |                           |  |
| Federico I di Baden                 |                                   | Luisa Carolina Geyer di Geyersberg         |                                           |  |  |       |  |  |                         |  |  |                           |  |
|                                     |                                   | Gustavo IV Adolfo di Svezia                | Gustavo III di Svezia                     |  |  |       |  |  |                         |  |  |                           |  |
|                                     |                                   | Gustavo IV Adolfo di Svezia                | Gustavo III di Svezia                     |  |  |       |  |  |                         |  |  |                           |  |
|                                     |                                   | Gustavo IV Adolfo di Svezia                | Sofia Maddalena di Danimarca              |  |  |       |  |  |                         |  |  |                           |  |
| Sofia Guglielmina di Svezia         |                                   | Gustavo IV Adolfo di Svezia                |                                           |  |  |       |  |  |                         |  |  |                           |  |
|                                     |                                   | Federica di Baden                          | Carlo Luigi di Baden                      |  |  |       |  |  |                         |  |  |                           |  |
|                                     |                                   | Federica di Baden                          | Carlo Luigi di Baden                      |  |  |       |  |  |                         |  |  |                           |  |
|                                     |                                   | Federica di Baden                          | Amalia d'Assia-Darmstadt                  |  |  |       |  |  |                         |  |  |                           |  |
| Vittoria di Baden                   |                                   | Federica di Baden                          |                                           |  |  |       |  |  |                         |  |  |                           |  |
|                                     | Federico Guglielmo III di Prussia | Federico Guglielmo II di Prussia           |                                           |  |  |       |  |  |                         |  |  |                           |  |
|                                     | Federico Guglielmo III di Prussia | Federico Guglielmo II di Prussia           |                                           |  |  |       |  |  |                         |  |  |                           |  |
|                                     | Federico Guglielmo III di Prussia | Federica Luisa d'Assia-Darmstadt           |                                           |  |  |       |  |  |                         |  |  |                           |  |
| Guglielmo I di Germania             | Federico Guglielmo III di Prussia |                                            |                                           |  |  |       |  |  |                         |  |  |                           |  |
|                                     |                                   | Luisa di Meclemburgo-Strelitz              | Carlo II di Meclemburgo-Strelitz          |  |  |       |  |  |                         |  |  |                           |  |
|                                     |                                   | Luisa di Meclemburgo-Strelitz              | Carlo II di Meclemburgo-Strelitz          |  |  |       |  |  |                         |  |  |                           |  |
|                                     |                                   | Luisa di Meclemburgo-Strelitz              | Federica Carolina Luisa d'Assia-Darmstadt |  |  |       |  |  |                         |  |  |                           |  |
| Luisa di Prussia                    |                                   | Luisa di Meclemburgo-Strelitz              |                                           |  |  |       |  |  |                         |  |  |                           |  |
|                                     |                                   | Carlo Federico di Sassonia-Weimar-Eisenach | Carlo Augusto di Sassonia-Weimar-Eisenach |  |  |       |  |  |                         |  |  |                           |  |
|                                     |                                   | Carlo Federico di Sassonia-Weimar-Eisenach | Carlo Augusto di Sassonia-Weimar-Eisenach |  |  |       |  |  |                         |  |  |                           |  |
|                                     |                                   | Carlo Federico di Sassonia-Weimar-Eisenach | Luisa Augusta d'Assia-Darmstadt           |  |  |       |  |  |                         |  |  |                           |  |
| Augusta di Sassonia-Weimar-Eisenach |                                   | Carlo Federico di Sassonia-Weimar-Eisenach |                                           |  |  |       |  |  |                         |  |  |                           |  |
|                                     |                                   | Marija Pavlovna Romanova                   | Paolo I di Russia                         |  |  |       |  |  |                         |  |  |                           |  |
|                                     |                                   | Marija Pavlovna Romanova                   | Paolo I di Russia                         |  |  |       |  |  |                         |  |  |                           |  |
|                                     |                                   | Marija Pavlovna Romanova                   | Sofia Dorotea di Württemberg              |  |  |       |  |  |                         |  |  |                           |  |
|                                     |                                   | Marija Pavlovna Romanova                   |                                           |  |  |       |  |  |                         |  |  |                           |  |